# Henry Widdowson
Henry G. Widdowson é um linguista conhecido por seu trabalho em linguística aplicada, análise crítica do discurso e ensino de línguas.